# Долл, Синтия
Си́нтия Долл (англ. Cynthia Dall), настоящее имя — Си́нтия Мегги́н Ло́йя (англ. Cynthia Meggin Loya; 12 марта 1971, Сакраменто (Калифорния), США — 5 апреля 2012, там же) — американская певица, гитаристка и фотограф.

## Биография
Синтия Долл родилась в Сакраменто, Калифорния. Она начала записываться и выступать со своим тогдашним бойфрендом Биллом Кэллаханом под его тогдашним прозвищем Smog. Впервые она появилась в песне «Wine Stained Lips», которая была выпущена в 1994 году вместе с синглом «A Hit». Синди приняла участие в качестве вокалистки и гитаристки в записи альбомов Burning Kingdom, Wild Love и The Doctor Came at Dawn, а также отправилась на гастроли со Smog по США и Европе в 1995 году.
5 марта 1996 года вышел первый сольный альбом Синтии Untitled. В записи альбома принимали участие Джим О’Рурк (продюсер) и Билл Кэллахан (вокал, гитара).
В 1998 году Синтия записала ремикс песни «Torture Day» группы The Notwist.
В 2002 году Синтия Долл выпустила свой второй альбом Sound Restores Young Men, в записи которого участвовали Джим О’Рурк и Тим Грим из группы The Fucking Champs.

### Болезнь и смерть
Синтия боролась с эпилепсией, и этим частично можно объяснить перерыв в её музыкальной карьере. В это время она принимала участие в политической жизни Сакраменто, помогая гражданам регистрироваться для голосования.
Умерла у себя дома в Сакраменто 5 апреля 2012 года. По сведениям её звукозаписывающей компании, Синтия работала над своим новым альбомом.

## Дискография
- 1996 — Untitled
- 2002 — Sound Restores Young Men